# Bonchida község
Bonchida község (románul: Comuna Bonțida) község Kolozs megyében, Romániában. Központja Bonchida, beosztott falvai Gyulatelke, Marokháza, Válaszút. 2008 óta Kolozsvár metropolisztérség része.

## Fekvése
Az Erdélyi-medence északnyugati részén, a Kis-Szamos jobb partján, a Mezőséghez közel helyezkedik el, Szamosújvártól 17, Kolozsvártól 30, Déstől 31 kilométer távolságra. Szomszédos községek délen Zsuk, délnyugatonKolozsborsa, keleten Szék, északnyugaton Doboka, északon Nagyiklód és Szamosújvár, délkeleten Magyarkályán és Magyarpalatka. Áthalad rajta az E576-os európai út.

## Népessége
A 2011-es népszámlálás adatai alapján a község népessége 4856 fő volt.
A népesség alakulása 1850-től:

## Története
Válaszúton történelem előtti halomsírok találhatóak; a helyszínek a romániai műemlékek jegyzékében a CJ-I-s-B-07149 és CJ-I-s-B-07150 sorszámon szerepelnek. A Szamos völgyében történelem előtti, népvándorlás-kori illetve középkori települések maradványaira is bukkantak (CJ-I-s-B-07151). Szintén történelem előtti településmaradványok találhatóak Maroházán is (CJ-I-s-A-07204),Bonchidán kőrézkori, bronzkori, népvándorláskori település maradványokat és temetkezési helyet tártak fel (CJ-I-s-A-06980 és CJ-I-m-B-06981).
1883-ban Gyulatelkét és Marokházát is érintette a mócsi meteorithullás.

## Nevezetességei
- 13. századi református templom Bonchidán (CJ-II-a-B-07535).
- 1652-ben épült Bánffy-kastély Bonchidán (CJ-II-a-A-07534).
- 17. századi református templom Válaszúton (CJ-II-m-B-07741)
- 18. századi Bánffy-kastély Válaszúton (CJ-II-a-A-07742)
- 18-19. századi Dujardin-kúria Gyulatelkén (CJ-II-m-B-07572)

## Híres emberek
- A községben született Ștefan Emilian (1819-1899) román építész.
- Bonchidán született Farkas Lajos 1841–1921) római jogász, egyetemi tanár, az MTA levelező tagja.